# Molophilus lethaeus
Molophilus lethaeus är en tvåvingeart som beskrevs av Alexander 1952. Molophilus lethaeus ingår i släktet Molophilus och familjen småharkrankar. Inga underarter finns listade i Catalogue of Life.